# Louis de Pourtalès
Louis, comte de Pourtalès (14 mai 1773, Neuchâtel – 8 mai 1848, Neuchâtel), est un militaire, diplomate et homme politique suisse.

## Biographie

### Jeunesse et études
Fils de Jacques-Louis de Pourtalès (1722-1814) et de Marie Rose Augustine de Luze (1752-1791), Louis de Pourtalès naît le 14 mai 1773 à Neuchâtel,. Il est leur fils aîné et, à ce titre, destiné à reprendre l'entreprise familiale. Après avoir été en pension dans le Sussex de 1789 à 1790, il travaille en 1791 dans la maison Agassiz-Rougemont Cie à Londres, et ce jusqu'au suicide du chef de la maison, François-Antoine de Rougemont, quelques mois plus tard. Il passe ensuite quelques mois chez Agassiz et Wilson, toujours à Londres, avant d'aller travailler, là aussi pour très peu de temps, à La Chaux-de-Fonds, en Suisse. En novembre 1792, il part pour la Grenade où son père possède des plantations de sucre. En 1793, il décide de quitter cette carrière qu'il n'apprécie pas.

### Carrière politique et militaire
Après son retrait des affaires en 1793, Louis de Pourtalès suit alors en parallèle une carrière militaire et publique. Il devient maire de Boudevilliers en 1794. En 1801, il se rend pour la première fois à Berlin et y rencontre le roi Frédéric-Guillaume III de Prusse (1770-1840). De 1804 à 1836, il est membre du Conseil d'État et en est le président en 1831. 
Dans le cadre de son mandat de conseiller d'État, il accomplit diverses missions diplomatiques. En 1806, il se rend à Paris, rencontre Napoléon Ier (1769-1821) le 30 mars aux Tuileries, puis mange chez Talleyrand (1754-1838) le 2 avril. Il effectue ensuite régulièrement le voyage de Paris pendant toute la période de l'occupation française de Neuchâtel, jusqu'en 1814 et profite des réseaux des Neuchâtelois émigrés à Paris, notamment du banquier Denis de Rougemont de Löwenberg (1759-1839). Le 27 septembre 1810, c'est chez lui que loge l'impératrice Joséphine de Beauharnais (1763-1814) lorsqu'elle séjourne à Neuchâtel. 
En 1814, il se rend à Bâle auprès des souverains alliés avec Georges de Rougemont (1758-1824) et Auguste de Montmollin, puis à Paris où il obtient l'Acte d'abdication de Berthier. Le 12 juillet 1814, lorsque la Prusse reprend officiellement possession de la principauté de Neuchâtel, il a l'honneur d'être à bord du carrosse du roi Frédéric-Guillaume III de Prusse lors de son entrée à Neuchâtel. Pourtalès, qui héberge le roi à Neuchâtel, lui fait visiter la Fabrique-Neuve de Cortaillod, une fabrique d'indiennes qui est à l'origine de la fortune familiale.
Pourtalès est signataire du Pacte fédéral pour le canton de Neuchâtel en 1815 et délégué à la Diète (1816, 1817, 1821, 1831). Il est également député aux Audiences générales en 1815.
Louis de Pourtalès effectue une longue carrière militaire. Nommé capitaine d'artillerie en 1795, il devient ensuite lieutenant-colonel en 1818, colonel en 1823 et colonel-inspecteur général de l'artillerie de la Confédération en 1826. Il siège également dans plusieurs commissions militaires et au Conseil de guerre fédéral (1831).
Il meurt à Neuchâtel le 8 mai 1848, après avoir vivement condamné la Révolution du printemps qui a instauré la République à Neuchâtel,.

### Fortune et propriétés
En 1798, son père procède à un premier partage de sa fortune et Louis de Pourtalèse reçoit 1 411 700 livres de Neuchâtel. La même année, il emménage à l'Hôtel DuPeyrou que son père a acheté à la veuve de Pierre-Alexandre Dupeyrou (1729-1794), mais juge ses appartement trop luxueux. Il vendra cet hôtel au prince Louis-Alexandre Berthier (1753-1815) en 1813. Sa fortune est estimée, fin 1807, à 2 484 114 francs, dont des rentes françaises, un domaine en Bohême et diverses propriétés dans la région neuchâteloise. Il est alors l'une des personnes les plus riches de cette région. Il achète plusieurs autres domaines par la suite, notamment les forges et usines de Magny et de Saint-Georges en Haute-Saône en 1813. En 1828, il offre du terrain aux catholiques de Neuchâtel pour qu'ils puissent construire la chapelle de la Maladière, premier lieu de culte catholique dans cette ville depuis la Réforme. 

### Famille
Le 20 avril 1795, il épouse Sophie de Guy d'Audanger (1777-1854), issue d'une vieille famille neuchâteloise passablement désargentée. De 1822 à 1826, ses cinq enfants se marient et tous reçoivent une fortune considérable au moment de leurs mariages. Il est le père de Louis Auguste de Pourtalès, le beau-père du général Alexandre Charles Perrégaux et le grand-père de Hermann de Pourtalès.

## Titres
Pourtalès est créé comte et décoré de l'ordre de l'Aigle rouge de troisième classe par le roi de Prusse Frédéric-Guillaume III en 1814,. L'année suivante, Berne lui offre la bourgeoisie en récompense des services rendus.